# Ultraleichtfluggelände Roßberg

i7
i11
i13
Das Ultraleichtfluggelände Roßberg liegt in der Gemeinde Nußbach im Landkreis Kusel in Rheinland-Pfalz. Der Platzhalter und Betreiber ist der Flugsportverein Roßberg e. V.

## Lage
Das Ultraleichtfluggelände liegt etwa 1,5 km nordwestlich von Nußbach.

## Flugbetrieb
Das Ultraleichtfluggelände besitzt eine Betriebsgenehmigung für Ultraleichtflugzeuge, Motorschirme, Gleitschirme, Gleitsegel und Modellflugzeuge. Es ist mit einer 400 m langen und 15 m breiten Start- und Landebahn aus Gras (Richtung 06/24) ausgestattet. Das Ultraleichtfluggelände dient dem Betrieb mit Ultraleichtflugzeugen des Platzhalters sowie Dritter mit vorheriger Genehmigung des Platzhalters (PPR).

## Geschichte
Das Ultraleichtfluggelände Roßberg wurde am 27. November 1997 genehmigt. Die Betriebsaufnahme wurde am 28. Mai 1998 gestattet.